# 8798 Тарантіно
(8798) 1981 EF24 (1981 EF24, 1976 JK7, 1992 GH8) — астероїд головного поясу, відкритий 7 березня 1981 року.
Тіссеранів параметр щодо Юпітера — 3.175.